# هالو (فیلم ۱۹۶۵)
هالو (فرانسوی: Le Corniaud‎) یک فیلم فرانسوی، ایتالیایی و اسپانیایی در ژانر کمدی به کارگردانی ژرار اوری با بازیگری لوئی دوفونس و بورویل است که در سال ۱۹۶۵ منتشر شد.

## داستان
یک مرد ثروتمند با یک کارگر تصادف می‌کند و خودروی کارگر خراب می‌شود. مرد ثروتمند که‌ ثروت خود را آز راه خلاف بدست می‌آورد تصمیم می‌گیرد که‌ خودرویی به‌ آن‌ کارگر بدهد که‌ در آن الماس، مواد مخدر و طلا جاسازی شده است.